# Neoplasia mieloproliferativa
As neoplasias mieloproliferativas (NPM), doenças mieloproliferativas, Síndromes mieloproliferativas crônicas ou distúrbios mieloproliferativos (do grego ''neo-'', nova; ''-plasis'', formação; ''myelos'' medular) são um grupo de doenças da medula óssea em que um excesso de células são produzidas. Podem evoluir para uma síndrome mielodisplásica. O conceito de mieloproliferativas doença foi proposto pela primeira vez em 1951 pelo hematologista William Dameshek.
Na classificação de doenças hematológicas mais recente da Organização Mundial de Saúde, este grupo de doenças foi renomeada de "doenças mieloproliferativas" para "neoplasias mieloproliferativas.
Um leve aumento do número de células sanguíneas pode não causar nenhum sintoma, mas um aumento moderado possui alto risco de complicações como trombose, anemia e imunodeficiência.

## Classificação
Apesar de não serem necessariamente neoplasia maligna (câncer), MPNs são classificados nas neoplasias hematológicas.
Em 2008, a Organização Mundial de Saúde listava estes diagnósticos como NMP:
- Leucemia mieloide crônica
- Policitemia vera
- Mielofibrose idiopática
- Trombocitemia essencial
- Leucemia neutrofílica crônica
- Leucemia eosinofílica crônica
- Mastocitose
- Neoplasia mieloproliferativa inclassificável

## Causas
Todas NMP surgem a partir de células precursoras da medula óssea. A linhagem linfoide pode produzir doenças similares, as perturbações linfoproliferativas (linfoblástica aguda, leucemia, linfomas, leucemia linfocítica crônica e mieloma múltiplo).
A translocação 9;22 que causa o cromossomo Filadélfia  (BCR-ABL1) é responsável pela leucemia mieloide crônica. Os casos sem cromossomo Filadélfia geralmente envolvem mutação nos genes JAK2 ou MPL. As mutações no gene CALR foram encontrados na maioria dos casos sem mutações JAK2 ou MPL. Em 2005, a descoberta do JAK2V617F mutação desde a primeira evidência de que uma fração das pessoas com esses distúrbios têm uma patogênese comum molecular. Pacientes com policitemia vera e sem o gene JAK2V617F em vez disso, são positivas para outra classe de ativação de mutações JAK2 mutações.
Outras mutações possíveis podem afetar os genes LNK, CBL, TET2, ASXL1, IDH, IKZF1 ou EZH2.

## Diagnóstico
Dependendo da natureza das neoplasias mieloproliferativas, testes de diagnóstico podem incluir determinação do número de hemácias (policitemia), biópsia de medula óssea, saturação arterial de oxigênio e carboxyhaemoglobin nível, neutrófilos fosfatase alcalina nível, vitamina B12 (ou B12 capacidade de ligação), soro de urato, ou direta, a sequenciação do ADN do paciente.

### Leucemia mieloide crônica (LMC)
Em 95% dos casos há translocação t(9;22) do cromossomo Filadélfia. 

### Trombocitemia essencial (ET)
ET é associado com mutação JAK2 V617F em até 55% dos casos e com mutação no receptor de trombopoietina (MPL) em até 5% dos casos:

### Policitemia vera (PV)
PV é associado frequentemente com mutação JAK2 V617F em mais de 95% dos casos, enquanto os casos restantes têm um JAK2 com 12 éxons mutados.

### Mielofibrose primária (MFP)
Mielofibrose idiopática (MFI) é associada com mutação JAK2V617F em até 50% dos casos, JAK2 com 12 exones mutados em 1-2% dos casos e o mutação MPL em até 5% dos casos.

## Tratamento
O objetivo do tratamento é a prevenção de complicações como trombose, hemorragia, anemia, esplenomegalia e melhorar a qualidade de vida. Uma dose baixa de aspirina é eficaz na PV e ET. Um inibidor da tirosina-quinase como o imatinib melhora tanto o prognóstico de leucemia mieloide crônica que a expectativa de vida é quase normal.
Recentemente, um inibidor JAK2, nomeadamente ruxolitinib, foi aprovado para uso na mielofibrose idiopática. Ensaios com estes inibidores estão em andamento para o tratamento de outras neoplasias mieloproliferativas.